# 折原ゆかり
折原 ゆかり（おりはら ゆかり、1975年2月16日-）は日本のAV女優 カプセルエージェンシー所属。
2022年9月24日に神田明神ホールで行われたAsia Pacific Collectionではセックスワーカーを代表するひとりとしてランウェイを歩く。

## 作品

### アダルトビデオ
2008年
- 厳選奥さまシリーズ 猛乳Hカップのおばさん（2008年9月4日、センタービレッジ）
- 人妻温泉 癒し系 23（2008年9月6日、クリスタル映像）
- 近親相姦 マザコン息子に爆乳を揉みしだかれる豊満母（2008年11月6日、センタービレッジ）

2009年
- 素人妻達の裏事情 裏風俗でバイトする人妻と、裏風俗で男を買う人妻（2009年1月22日、センタービレッジ）
- 熟成肉ぶとん 5（2009年2月7日、マドンナ）
- アパートの人妻（2009年3月1日、溜池ゴロー）
- お姉さんが手コキとヨダレで優しくイカせてあげる!! 熟女編（2009年3月20日、映天）
- 近親相姦 豊満女教師 ボクの母さんは淫乱女教師（2009年4月9日、センタービレッジ）
- クンニ DE インタビュー 熟女編 (2009年4月17日、映天）
- 息子に揉まれ風情の母 折原ゆかり（2009年5月4日、タカラ映像）
- 近親相姦 母のお尻 折原ゆかり40歳（2009年6月6日、ルビー）
- 母の親友（2009年8月20日、AROUND)
- 母さんに夜這い 折原ゆかり（2009年9月7日、マドンナ）
- 背徳の母子相姦 折原ゆかり 恭子（2009年9月26日、小林興業）

2010年
- 爆尻妻 折原ゆかり（2010年4月29日、センタービレッジ）
- 折原ゆかり大全集（2010年9月30日、センタービレッジ）

2011年
- 人妻大好きシリーズ 3 ～人妻口説きドキュメント～ 乳もケツもデカいママ二人（2011年1月21日、サンクチュアリ）
- 騎乗位がやめられなくて… 折原ゆかり（2011年6月7日、マドンナ）
- 人妻アナル競売 折原ゆかり（2011年7月7日、マドンナ）
- 中出し近親相姦 濡れ透けノーブラ母の日常 折原ゆかり（2011年12月22日、センタービレッジ）
- 近親相姦 お母さん、今度はエアコンが壊れたよ。 折原ゆかり（2011年12月25日、マドンナ）

2012年
- 断りきれないノーブラ肉感妻 折原ゆかり（2012年1月1日、Ｆｉｔｃｈ）
- お母さんと叔母さんと叔父さんと僕 大近親相姦 豊満姉妹の乱痴気スワップ交尾（2012年1月12日、センタービレッジ）
- お母さんの玩具になった僕 超肉感！チ○コに飢えた豊満母 折原ゆかり（2012年3月8日、ルビー）
- 地下人妻凌辱闘尻倶楽部 ～豊満な肉体で争われる危険な賭け～（2012年3月25日、マドンナ）
- 中年男が群がる未亡人 折原ゆかり（2012年6月7日、マドンナ）
- 巨乳痴女寮母と悶絶肉感妻～いいなり人妻レズ調教～ 折原ゆかり 加山なつこ（2012年6月13日、Ｕ＆Ｋ）
- 爆乳揃いのレズ風俗（2012年6月13日、Ｕ＆Ｋ）
- マッサージにハマッた欲求不満な豊満熟女 折原ゆかり（2012年6月13日、溜池ゴロー）
- 青姦親子 折原ゆかり（2012年6月19日、エマニエル）
- 中出し近親相姦 湯舟の母 折原ゆかり（2012年6月28日、センタービレッジ）
- 息子を誘惑する爆乳パイパン母 ～禁断の悦びに濡れる無毛相姦～ 折原ゆかり（2012年8月25日、マドンナ）
- 巨尻タイトスカート 透けた魅惑のパンティライン 折原ゆかり（2012年9月1日、Ｆｉｔｃｈ）
- ダブル巨躯姫！！生中出しソープ大天国 折原ゆかり/青木りん（2012年9月1日　巨宝/妄想族）
- ゆかりママとのやらしい生活 折原ゆかり（2012年9月19日　ヴィーナス）
- 6本の巨大黒マラ VS 折原ゆかり 35歳　（2012年9月25日　グローバルメディアエンタテインメント）
- 姑の卑猥過ぎる巨乳を狙う娘婿　（2012年10月4日、グローリークエスト）
- 隣の奥様はHカップ肉感フィットネス妻 折原ゆかり（2012年10月11日、ルビー）
- 緊縛不倫相姦 隣人に調教されて 折原ゆかり35歳　（2012年10月25日、グローバルメディアエンタテインメント）
- 女王様は折原ゆかり　（2012年10月25日、AVS collector’s）
- 夢の美熟女回春エステサロン 3　（2012年11月9日、ケイ・エム・プロデュース）
- 肉体の宴 折原ゆかり　（2012年11月13日、AVS collector’s）
- 巨乳団地妻たちの中出し自宅ソープ　（2012年11月15日、グローリークエスト）
- 豊満！折原ゆかり8時間　（2012年11月25日、マドンナ）
- 近親相姦 母性たっぷり看病手コキ (2012年12月1日、ex）
- ムッチリ総合病院 彩佳リリス 折原ゆかり　（2012年12月6日、グローリークエスト）
- 奥さまの誰にもいえない秘め事2 ～ママさん援交～ (2012年11月9日、ケイ・エム・プロデュース）　#クレジット無し　ジャケットに「ゆかり」名義
- ヌル撮 巨乳人妻自宅出張オイルマッサージ　（2012年12月20日、グローリークエスト）
- 友達の母親たち ～禁断の授業参観日、疑惑の三者面談～ 折原ゆかり 堀川奈美 葉月奈穂(2012年12月22日、センタービレッジ）
- 近親家族集団レイプ 犯された淫母姉妹(2012年12月25日、グローバルメディアエンタテインメント）
- エクササイズボディ Ver.4 折原ゆかり（2012年12月25日、AVS collector’s）
- お漏らし飼育母に中出し！ 折原ゆかり (2012年12月25日、ドリームステージ）
- 猥褻巨尻淫母 折原ゆかり　(2012年12月25日、小林興業）

2013年
- 近親相姦四十路Iカップ お母さんの豊乳が僕を誘惑する 新フェチモザイク 折原ゆかり（2013年1月1日、ABC/妄想族）
- 快楽悩殺的痴女遊戯 第十四章 (2013年1月25日、AVS collector’s）
- 奪われた女教師のアナル 折原ゆかり (2013年1月25日、マドンナ）
- お色気P○A会長をやっちまえ！2 ～熟女×エロガキ～（2013年2月7日、グローリークエスト）
- 折原ゆかり大全集 其之弐　(2013年3月7日、センタービレッジ）
- 犯された五十路豊満熟女！肉辱膣内射精レイプ！！(2013年4月19日、艶熟/エマニエル） #共にクレジット無し
- 無防備な叔母の腋毛 折原ゆかり (2013年4月25日、マドンナ）
- 非日常的悶絶遊戯 職場の慰安旅行で温泉に来たOL、ゆかりの場合 (2013年5月25日、AVS collector’s）
- 静かなる隣人～狙われた爆乳爆尻美人妻！ 「イツモ、アンタヲ、ミテイル…ヤラせろ、そのエロい女体オレにヤラせろ！！」 折原ゆかり（2013年6月1日、LADY★BABA/エマニエル）
- 豊満占い師の霊感除霊セックス 折原ゆかり (2013年6月13日、マルクス兄弟）
- 御奉仕淫語で手コキ射精　（2013年6月13日、マルクス兄弟）
- マダム巨乳チアリーダー  (2013年7月5日、クリスタル映像）
- 日常的猥褻セクハラ劇場 第六章 青山葵 宮村恋 折原ゆかり（2013年7月13日、AVS collector’s）
- 淫らな母の卑猥な腋毛 折原ゆかり (2013年8月1日、Ｆｉｔｃｈ）
- 嫁よりもお義母さんのカラダが恋しくて… 折原ゆかり (2013年8月23日、なでしこ）
- 豊満爆乳ムチムチナース デカパイ熟女看護師 三人娘のエロエロ医療現場（2013年8月25日、グローバルメディアエンタテインメント）
- 無理！堪え切れずにお漏らししちゃいました。（2013年8月25日、マルクス兄弟）
- 折原ゆかりの世界 (2013年10月25日、AVS collector’s）
- 世話焼き母さんの献身看護 折原ゆかり（2013年12月12日、センタービレッジ）

2014年
- 母なる愛 5 折原ゆかり (2014年1月20日、マザー）
- 巷で噂のデカ尻熟女 折原ゆかり (2014年1月25日、グローバルメディアエンタテインメント）
- 爆乳活動家ローリングダンス 串刺し娼婦転落奇譚　(2014年2月1日、シネマジック）
- 人妻中出し 3 隠れ巨乳の介護福祉士ゆかりさん40才がセックスする時 折原ゆかり (2014年3月16日、マザー）
- 本当にあったレイプ事件 近所の顔見知りに薬漬けにされ犯された幼稚園のママ友たち… 第2章 (2014年3月25日、グローバルメディアエンタテインメント）
- お尻の穴 超ド・アップで見る日常生活における肛門収縮運動の記録 (2014年4月20日、プールクラブ・エンタテインメント）
- 近親相姦中出しソープ 初めての熟女風俗、指名したら母ちゃんだった 折原ゆかり (2014年5月7日、ヴィーナス）
- 淫らな豊満爆乳痴女に犯されたい 折原ゆかり 加山なつこ（2014年7月1日、Ｆｉｔｃｈ）
- 重圧痴女 2 (2014年7月20日、レイディックス）
- ど熟女温泉レズ ～こってり湯けむり熟百合の湯～ 八木あずさ 折原ゆかり (2014年8月1日、Ｕ＆Ｋ）
- 上京していく息子と別れの情熱中出しセックス 折原ゆかり (2014年8月1日、熟女JAPAN/エマニエル）
- 最高級豊満肉熟女 ぽっちゃり人妻折原ゆかりさん 45才 初めての試食会 (2014年11月16日、マザー）
- 覗かれた母 家族の留守中に母が見せた淫らな痴態 折原ゆかり  (2014年12月11日、センタービレッジ）
- 豊満母の性愛 ぽっちゃり爆乳の母 息子との濃密近親性交 折原ゆかり45歳 (2014年12月14日、マザー）

2015年
- ドM美熟妻を肉奴隷調教してみないか？ (2015年1月19日、LADY★BABA/エマニエル）
- 部長の奥さんがエロすぎて… 折原ゆかり (2015年2月13日、ヴィーナス）
- 田舎の近親相姦 巨乳母たちの憂鬱 (2015年3月25日、グローバルメディアエンタテインメント）
- 無意識に胸を押し付けてくる ビジネスホテルの巨乳マッサージ師 折原ゆかり (2015年4月25日、マドンナ）
- はだかの主婦 千葉市在住 折原ゆかり（43）（2015年5月1日、プラネットプラス）
- ど熟女ざんまい圧迫祭り マシマシカラメの濃厚レズ（2015年5月1日、Ｕ＆Ｋ）
- 欲しがり母さん、おねだりザーメン搾り 折原ゆかり  (2015年5月7日、ヴィーナス）
- ムチムチぽちゃのドスケベ熟女 折原ゆかりベスト 4時間 (2015年5月17日、マザー）
- 豊満母ちゃんに親父の前でお仕置きされても～たまらん僕！折原ゆかり　（2015年5月28日、タカラ映像）
- 派遣マッサージを依頼したら、なんと友達の母ちゃんが来た！触られるだけで勃起する僕に、「挿れて♡」と微笑んで来た！（2015年5月28日、タカラ映像）　#折原ゆかりクレジット無し、「折原くんのお母さん」名義
- 両手がふさがった状態の友達の母さんに背後からちょっかいをだしたところ…◆ ケンくんのせいで、悶々としてきちゃった◆ 今度はおばさんが倍返しする番よ！(2015年6月11日、タカラ映像）#折原ゆかりクレジット無し、「折原くんのお母さん」名義
- お母さん、我慢できずにダダ漏らし。 いつも厳しい母さんが、パンツ濡らしながら、涙目で僕に懇願してきた…！！（2015年6月25日、タカラ映像）#クレジット無し
- 肉感美人 隣のおばさん 折原ゆかり (2015年6月4日、センタービレッジ）
- 人妻オマ●コおっぴろげ中出しナンパ（2015年6月4日、映天）
- 猛烈な性欲が抑えきれないムチムチボディの人妻ゆかり (2015年6月12日、なでしこ）
- 口ゲンカから始まる 本当は気持ちいいくせに絶対認めない母と息子のわがままSEX 折原ゆかり (2015年6月13日、ヴィーナス）
- 女肉まみれの爆尻夏休み 脅威のダブルでか尻に圧倒圧迫の肉欲日記 (2015年6月19日、まぐろ物産）
- キャンプ場にいるスキだらけ人妻青姦中出しナンパ (2015年7月3日、映天）
- もしも…いまさら折原ゆかりが人気の素人妻隠し撮り企画に出演したら 折原ゆかり （2015年7月9日、センタービレッジ）
- 折原ゆかりの鬼コキ！！エロコスとド淫語でドピュドピュ発射させられちゃった僕 (2015年8月19日、ヴィーナス）
- ムチコス 4 肉弾爆尻エロレイヤー達と爆乳限定ハレンチ変態仮面 （2015年8月21日、まぐろ物産）
- 非ヌキ系の健全なリラクゼーションサロンでセラピストの密着施術に勃起したら…（2015年9月25日、ケイ・エム・プロデュース）他出演者：大月まゆか 大島あいる 小倉ゆず 前田優希 長澤あずさ 沙藤ユリ（折原ゆかりノンクレジット）
- 豊満美熟女中出し (2015年9月25日、Mellow Moon)
- S級熟女コンプリートファイル 折原ゆかり 4時間 (2015年10月1日、ヴィーナス）
- 近親相姦 爆乳風呂 折原ゆかり (2015年11月19日、センタービレッジ）
- 折原ゆかりの野外コスプレ肉欲デート 夢のどスケベ豊満美熟女一日貸切！ (2015年11月20日、まぐろ物産）

2016年
- 欲求不満の母と絶倫息子 抜かずの三発中出し 折原ゆかり　(2016年2月11日、センタービレッジ）
- デカチンのせいでチ○コのポジションが定まらない僕は無意識にポジションを整える癖を義母さんに気づかれてしまい怒られるかと焦ったが『お父さんより立派ね』とヨダレをたらして欲情しはじめた。 折原ゆかり　(2016年6月1日、ヴィーナス）
- 薬漬けレイプ 奪いたくなる肉体5話 ストーカー強姦事件 (2016年9月23日、なでしこ）
- 【結果にコミットする!?】おデブちゃんだョ！全員集合～汗だく巨漢娘がいっぱい完全版 （2016年12月28日、パラダイステレビ）　※配信のみ　テレビ放送の完全版

2017年
- ド迫力BODY爆乳熟女16人！全裸エクササイズ　（2017年1月27日、なでしこ）　※未収録シーンオムニバス
- 近親［無言］相姦 隣にお父さんがいるのよ… 折原ゆかり （2017年2月7日、ヴィーナス）
- デカいパンティ母さんの日焼けあと　折原ゆかり (2017年3月13日、ヴィーナス）
- 夫の前で痴漢に絶頂（いか）された妻 折原ゆかり (2017年6月1日、ヴィーナス）
- 折原ゆかりデビュー10周年特別企画～10年分の感謝と愛を込めて…恥じらいに濡れて悶える初コスプレ羞恥セックス～（2017年7月6日、センタービレッジ）
- S級熟女コンプリートファイル 折原ゆかり6時間（2017年8月12日、ヴィーナス）
- まるっと！折原ゆかり（2017年9月1日、プラネットプラス）
- 人妻温泉むっちり系～奥様はお熱いのがお好き～/折原ゆかり（2017年9月29日、オルスタックソフト販売）*イメージビデオ
- 「コタツの中身はなんだろな？」完全版～素●奥さんがパンチラしながら生脚でアレをシゴいて当てるクイズ（2017年10月29日、パラダイステレビ）※テレビ放送の完全版

2018年
- ボインのお宿 熟女大宴会 （2018年3月2日、大蔵映画）※映画のDVD化
- 熟女シスター 巨乳でアーメン! （2018年7月3日、大蔵映画）※映画のDVD化 「聖なるボイン　もみもみ懺悔室」より改題

2019年
- おっぱいプレス情交 ケガをして動けない僕の性処理を母さんの友達にお願いしたら中出しできた 折原ゆかり (2019年6月13日、センタービレッジ）

2020年
- 官能的な下着姿で男たちを惑わせる淫乱ミセスの妖艶ランジェリー性交 折原ゆかり(2020年1月2日、センタービレッジ）
- ヌードデッサンモデルの高額アルバイトでやってきた人妻さんに男根挿入して種付けSEXするビデオ12（2020年3月12日、熟女LABO) *「やすこ」名義
- ヤリマン奥様待ち合わせナンパセックス～旦那に内緒で中出しされる人妻たち～03（2020年6月11日、熟女LABO）* 「まこ」名義
- 「あなた…許して」私、夫がお風呂に入っている15分の間、いつも息子に抱かれています 折原ゆかり （2020年7月23日、センタービレッジ）
- ファンの自宅をゲリラ訪問！折原ゆかりさんとしてみませんか～憧れの熟女と夢の中出しセックス～（2020年12月31日、センタービレッジ）

2021年
- 折原ゆかり Precious Best 35シーン15中出し25発射 11作品8時間2枚組（2021年4月1日、センタービレッジ）
- 声が出せない絶頂授業で10倍濡れる人妻教師 折原ゆかり（2021年10月14日、センタービレッジ）
- わからせおばさんの悩殺ワキ固め～年増を舐めてる少年は大人の色気で堕とします～ 折原ゆかり（2021年12月23日、センタービレッジ）

2022年
- 「おっぱい乗ってますけど…」超タイプの巨乳義母と入浴セックス 折原ゆかり（2022年1月9日、ヴィーナス）
- 極エロむち肉スタイル！巨尻ふりふりセクシーダンシングおばさん 折原ゆかり (2022年1月27日、センタービレッジ）
- 人妻のあふれる蜜 ゆかり (2022年1月28日、熟女JAPAN）*「ゆかり」名義
- 「おばさんの下着で興奮するの？」脱ぎたてのパンティで甥っ子の精子を一滴残らず搾りとる叔母 折原ゆかり (2022年2月4日、ヴィーナス）
- おばさん女上司と残業セックス中出しオフィス 折原ゆかり (2022年2月24日、センタービレッジ）
- 初めてがおばさんと生じゃいやかしら？」童貞くんが人妻熟女と最高の筆下ろし性交 折原ゆかり　（2022年3月22日、センタービレッジ）
- ママ友に裏切られてクソ底辺な男に中出しされる人妻 折原ゆかり　（2022年5月13日、ヴィーナス）
- 妻の親友～気持ち良い恵体を揉んで埋もれてハメまくった欲情ドストライク性交～ 折原ゆかり　（2022年6月16日、センタービレッジ）
- 絶妙タッチのおっぱいマッサージでおばさんが夢中になる巨乳中出し整体院 折原ゆかり　（2022年7月14日、センタービレッジ）
- 浮気がバレた絶倫ヤリチン夫を説教しにきた嫁の親友 折原ゆかり（2022年８月23日、ヴィーナス）
- 家庭内炎上した近所の奥さん～浮気がバレて家を追い出された不埒妻との精子尽きるまで寝かせてくれない三日三晩骨抜きセックス～ 折原ゆかり（2022年9月15日、センタービレッジ）
- 近ごろ豊満な熟女体型を気にしはじめた嫁の母が恥じらう姿に僕は勃起してしまった 折原ゆかり（2022年9月27日、ヴィーナス）
- S級熟女コンプリートファイル 折原ゆかり 6時間 其之弐　(2022年10月11日、ヴィーナス）
- AVデビュー15周年特別企画【ファンリクエスト】折原ゆかりがやってみた【セルフプロデュース】（2022年10月20日、センタービレッジ）
- 美しい母と感汁ベロキス爆汗孕ませ性交 折原ゆかり (2022年12月29日、センタービレッジ）

2023年
- セックス覚えたてで性欲爆発中の息子の友達に延々イカされ続けた母 折原ゆかり  (2023年1月13日、ヴィーナス）
- 先輩の奥さんと即ハメW不倫 最高の浮気相手と時間の許す限りフルでまぐわう会ったらヤルだけ中出しセックス 折原ゆかり（2023年2月17日、ヴィーナス）
- ホテルで働く淫乱コンシェルジュの中出し接客サービス 折原ゆかり （2023年5月4日、センタービレッジ）
- いつでもどこでも定額挿れ放題サービスが人気の人妻家政婦 折原ゆかり (2023年6月15日、センタービレッジ）
- 媚薬を飲んで感度100倍 母と息子が狂ったように求めあう濃厚中出しセックス 折原ゆかり （2023年7月25日、ヴィーナス）
- 折原ゆかり SENSUAL BEST 31シーン20中出し30発射 10作品8時間2枚組 (2023年8月10日、センタービレッジ）
- 突然押しかけてきた嫁の姉さんに抜かれっぱなしの1泊2日 折原ゆかり (2023年8月22日、ヴィーナス）
- 素人！！初めての巨乳熟女フルヌードアルバム　15人4時間（2023年8月24日、センタービレッジ）
- 「母さんみたいなおばさんが好きなの？」熟女AVを見てるのがバレたら母親に中出ししてた 折原ゆかり (2023年8月31日、センタービレッジ）
- 初めて彼女が出来たのに…彼女のお母さんに童貞を奪われた 折原ゆかり（2023年9月28日、センタービレッジ）
- おっぱい激揺れ近所に住む巨乳奥さんの理性をぶっ壊す絶頂ラッシュ中出し性交 折原ゆかり (2023年10月24日、ヴィーナス）

## 出演

### 映画
- ボインのお宿熟女大宴会  (2016年1月22日、大蔵映画）
- 聖なるボイン　もみもみ懺悔室(2016年7月15日、大蔵映画）

### TV
- 【結果にコミットする!?】おデブちゃんだョ！全員集合～汗だく巨漢娘がいっぱい生放送 （2016年8月4日、パラダイステレビ）
- コタツの中身はなんだろな？ (2017年2月23日、パラダイステレビ）

### ウェブテレビ
- DTテレビ（2019年11月22日、AbemaTV）[3]